# Nadia María Calviño Santamaría
Nadia María Calviño Santamaría (A Coruña, 3 oktober 1968) is een Spaans econoom, voormalig hogefunctionaris bij de EU en sinds januari 2024 voorzitter van de Europese Investeringsbank. Ze was van januari 2020 tot 2024 derde viceminister-president en minister van economische zaken en digitale overgang in de tweede regering Sánchez tijdens de veertiende legislatuurperiode. Daarvoor was ze al tijdens de twaalfde en dertiende legislatuurperiode minister van economische zaken en bedrijfsleven. Calviño is niet lid van een politieke partij. 
Ze is de dochter van José María Calviño, die tussen 1982 en 1986 algemeen directeur was van RTVE, de Spaanse publieke radio- en televisie-omproep.
- Biblioteca Nacional de España: XX4977366
- Gemeinsame Normdatei: 1163296619
- Virtual International Authority File: 155411937
- WorldCat: E39PBJcwCV8WRqMF7FYvwfkv73